# 麗音廣播
麗音是英語合成詞 NICAM 的音譯，即Near Instantaneous Companded Audio Multiplex，意謂「接近即時的縮擴音頻多路廣播」。「縮擴」指「壓縮、擴大」。「接近即時」是因為縮擴過程需要約千分一秒的時間。麗音使用數碼技術，把電視台發送的兩條音頻訊號數碼化後進行壓縮，傳送後再在接收機裏擴大還原。數碼化使用的是14位元 PCM、32千赫採樣。這種廣播法可以播出優質立體聲，或作雙聲道廣播，讓觀眾任意選擇所需聲道。
相比後來根據心理聲學而發展的壓縮技術（如MP3），NICAM無疑在壓縮效率（1:1.4，MP3約1:10）方面遠遠差於MP3，但NICAM因壓縮而造成的時滯（約1/32秒）卻遠遠低於MP3（最少100毫秒，即1/10秒），於傳統模擬訊號電視廣播中，MP3等壓縮技術產生的時滯實在太長並不能接受（例如在現場直播，100ms的時滯等同2-3幀畫面的延誤，足夠造成相當明顯的音画脱节現象），故此雖然NICAM佔用相當龐大，704kbit/s的頻寬，在直到數碼電視廣播出現之前，NICAM這種數碼音頻技術在類比廣播技術之中並未被取代。

## 發展
麗音技術於1980年代由英國廣播公司（BBC）發展，並於1991年於英國正式推出，用作BBC電視頻道的聲道播送方法。該技術亦於法國、丹麥、中国大陆、香港、澳門、紐西蘭等地採用。
在香港，由於居住了大量來自中國內地及來自各洲不同國籍及種族的人士，當地的私營免費電視台無綫電視及亞洲電視（已停播），在兩條以模擬視頻傳送的中、英文頻道在每日的黃金及非黃金時間中，有相當比例的節目都從1991年起用上麗音作雙語廣播（至於兩台其下的數碼電視廣播的頻道，以及後來啟播的ViuTV、HOYTV及港台電視，則以傳送多條AC-3位作多語言廣播；另外，公營港台電視的模擬廣播33A頻道只有立體聲廣播，而沒有多種語言廣播的安排）。隨著香港的模擬電視廣播於2020年12月1日終止，麗音廣播技術也隨之停止在香港使用，但至今仍有不少人習慣將AC-3提供的多聲道廣播稱為「麗音」。
其他地方的電視台，則利用如FM電台一樣的「類比立體聲」（analog stereo）技術播放聲道。

## 原理
為了兼容無麗音設備的電視機，麗音的訊號被放在視頻載波附近的另一個副載波。原來的類比聲道廣播不會受影響。所以使用麗音發放的是三個音頻訊號：原來的類比單聲道，和兩個麗音數位聲道。電視台可以把兩個麗音數位聲道用作立體聲廣播，亦可以把它們作兩種語言的單聲道廣播。因此麗音之下的多語廣播最多可以是三種語言。麗音的數碼聲道訊號理論上還可以轉作數碼資料廣播。
麗音廣播可提供幾種資料傳送模式:
- 一組雙聲道數碼音效。
- 兩組不同的單聲道音效。
- 一組單聲道音效和一組 352 kbit/s 的數據流。
- 一組 704 kbit/s 的數據流。

麗音廣播的基本原理如下:
- 音效採用14-bit量化和32 kHz的取樣頻率（較雷射唱片使用16-bit量化和44.1 kHz取樣頻率稍低）。
- 音效實際傳送時只會傳送10-bit/32 kHz的數據。
- 以每 1000 個聲音樣本（1/32秒）為一組進行分析，如果大部份樣本的音量也很小，亦即最高有效位為零，則整組（1000個樣本）也將最左的四個最高有效位位元忽略，只傳送右邊的十個最低有效位位元。
- 如果大部份樣本的音量也很大，則只傳送最左的十個位元（首十個最高有效位），最右的四個最低有效位將丟棄不作傳送，因為相信丟失這些訊號導致的失真不會被聽得到。
- 音量在中間的樣本，則會傳送最高有效位和最低有效位中間的十個位元。

## 錄播
有麗音設備的錄影機多數會把麗音的數位聲道錄在 VHS Hi-Fi 的軌跡上，原來的單聲道則錄在線性軌道上。
DVD錄影機則有不同方法，有些聲稱能將多聲道錄入不同聲軌，以選擇 DVD 語言的相同方法選擇；有些只限於硬碟或 DVD-VR 格式；有些則只能錄入同一聲軌左右聲道，第三聲道會丟失。

## 比較
- A2 Stereo（英语：A2 Stereo）：源於德國的類似系統
- MTS（英语：Multichannel television sound）：源於美國的類似系統
- 音聲多重放送（日语：音声多重放送）：源於日本的類似系統

| 系統      | 模式   | 第一聲道               | 第二聲道 | 第三聲道     | 備註                             |
| --------- | ------ | ---------------------- | -------- | ------------ | -------------------------------- |
| NICAM     | -      | （原有類比單聲道）     | -        | -            |                                  |
| NICAM     | 立體聲 | （原有類比單聲道）     | 左聲道   | 右聲道       |                                  |
| NICAM     | 多語   | （原有類比單聲道）     | 第二語言 | 第三語言     |                                  |
| A2 Stereo | -      | （原有類比單聲道）     | -        | -            |                                  |
| A2 Stereo | 立體聲 | 左右聲道混合 （L+R）/2 | 右聲道   | -            |                                  |
| A2 Stereo | 多語   | 第一語言               | 第二語言 | -            |                                  |
| MTS       | -      | （原有類比單聲道） L+R | L-R      | 第二音訊頻道 | 還有一條只供電視台內部使用的聲道 |

注意：未有列出純數據模式

## 外部連結
- 英國廣播公司介紹（英文）